# 秦德昌
秦德昌（997年—1074年9月18日），字世京。辽朝官员，宛平县池水里人。
曾祖秦美，左拾遗，知缙阳县事。祖父秦遂，兵部郎中，知范阳县事。父亲秦英照，入内左番殿。秦德昌生于辽圣宗统和十五年（997年）。十六岁时，秦晋国王耶律隆庆把他推荐给辽圣宗。太平初年，自左番殿直入閤门。并出使过高丽、北宋和西夏三国。重熙九年（宋仁宗康定元年、1040年）十二月，太后遣左千牛卫上将军耶律庶忠，崇禄卿孙文昭，兴宗遣崇义节度使萧绍筠、西上阁门使、维州刺史秦德昌以及萧迪、刘三嘏、耶律元方、王惟吉，至宋朝充贺生辰及次年正旦使副。重熙十三年（1044年）十月，辽兴宗驻军河曲进入西夏腹地，派秦德昌独骑直闯夏景宗面前，面折元昊，迫使夏景宗元昊到河曲朝见兴宗。重熙末年，历任安、营、恩、榆等州刺史，永、利二州观察使，玄宁、奉陵、天城、保安等九军节度使。官至彰德军节度、湘沣泾渭等州观察处置等使、崇禄大夫、检校太尉、金吾卫上将军、使持节湘州诸军事、榆州军州事、上柱国、汧阳县开国侯、食邑二仟七佰户、食实封贰佰七拾户。辽道宗咸雍十年八月二十五日（1074年9月18日）秦德昌去世，时年七十八岁。秦德昌的夫人是唐庄宗四代孙，上京大盈库使李佚之女。秦德昌长子秦绶，官至六宅使。次子秦蕴才，少子秦运艅，皆出家为僧。